# Hrabstwo Osage (Oklahoma)

Piramida wieku mieszkańców hrabstwa Osage

Osage – hrabstwo w stanie Oklahoma w USA. Założone w 1907 roku. Populacja liczy 47 472 mieszkańców (stan według spisu z 2010 roku).
Powierzchnia hrabstwa to 5967 km² (w tym 137 km² stanowią wody). Gęstość zaludnienia wynosi 8 osoby/km².
Nazwa hrabstwa pochodzi od nazwy indiańskiego plemienia Osedżów.

## Miejscowości
- Avant
- Barnsdall
- Bartlesville
- Burbank
- Fairfax
- Foraker
- Grainola
- Hominy
- McCord (CDP)
- Osage
- Pawhuska
- Prue
- Sand Springs
- Shidler
- Skiatook
- Webb City
- Wynona